# South Prairie
South Prairie – miasto w Stanach Zjednoczonych, w stanie Waszyngton, w hrabstwie Pierce.